# Trophée NHK 1984
Navigation
Édition précédente Édition suivante
Le Trophée NHK (en anglais : NHK Trophy) est une compétition internationale de patinage artistique qui se déroule au Japon au cours de l'automne. Il accueille des patineurs amateurs de niveau senior dans quatre catégories: simple messieurs, simple dames, couple artistique et danse sur glace.
Le sixième Trophée NHK est organisé du 23 au 25 novembre 1984 au gymnase olympique de Yoyogi à Tokyo, en prévision des championnats du monde qui auront lieu dans la capitale japonaise en mars 1985.
Il est à noter que le cinquième Trophée NHK organisé du 5 au 11 décembre 1983 à Sapporo correspond aux championnats du monde juniors 1984.

## Résultats

### Messieurs
| Rang | Nom               | Pays                 | Points | Prog. court | Prog. libre |
| ---- | ----------------- | -------------------- | ------ | ----------- | ----------- |
| 1    | Alexandre Fadeïev | Union soviétique     | 1.4    | 1           | 1           |
| 2    | Brian Orser       | Canada               | 2.8    | 2           | 2           |
| 3    | Brian Boitano     | États-Unis           | 4.6    | 4           | 3           |
| 4    | Jozef Sabovčík    | Tchécoslovaquie      | 5.2    | 3           | 4           |
| 5    | Tatsuya Fujii     | Japon                | 8.2    | 8           | 5           |
| 6    | Heiko Fischer     | Allemagne de l'Ouest | 8.4    | 6           | 6           |
| 7    | Makoto Kano       | Japon                | 9.0    | 5           | 7           |
| 8    | Zhang Shubin      | Chine                | 11.6   | 9           | 8           |
| 9    | Masaru Ogawa      | Japon                | 11.8   | 7           | 9           |
| 10   | Oula Jääskeläinen | Finlande             | 14.0   | 10          | 10          |
| 11   | Lars Åkesson      | Suède                | 15.8   | 12          | 11          |
| 12   | Lloyd Eisler      | Canada               | 16.4   | 11          | 12          |

### Dames
| Rang | Nom              | Pays                 | Points | Prog. court | Prog. libre |
| ---- | ---------------- | -------------------- | ------ | ----------- | ----------- |
| 1    | Midori Ito       | Japon                | 2.2    | 3           | 1           |
| 2    | Debi Thomas      | États-Unis           | 2.4    | 1           | 2           |
| 3    | Juri Ozawa       | Japon                | 5.0    | 5           | 3           |
| 4    | Claudia Leistner | Allemagne de l'Ouest | 5.6    | 4           | 4           |
| 5    | Elizabeth Manley | Canada               | 5.8    | 2           | 5           |
| 6    | Sachie Yuki      | Japon                | 8.4    | 6           | 6           |
| 7    | Cynthia Coull    | Canada               | 10.2   | 8           | 7           |
| 8    | Masako Kato      | Japon                | 10.8   | 7           | 8           |
| 9    | Tamara Téglássy  | Hongrie              | 13.0   | 10          | 9           |
| 10   | Elise Ahonen     | Finlande             | 14.4   | 11          | 10          |
| 11   | Fu Caishu        | Chine                | 14.6   | 9           | 11          |
| 12   | Ji Hyoun-Jung    | Corée du Sud         | 16.8   | 12          | 12          |

### Couples
| Rang | Nom                               | Pays               | Points | Prog. court | Prog. libre |
| ---- | --------------------------------- | ------------------ | ------ | ----------- | ----------- |
| 1    | Veronika Pershina / Marat Akbarov | Union soviétique   | 1.4    | 1           | 1           |
| 2    | Birgit Lorenz / Knut Schubert     | Allemagne de l'Est | 2.8    | 2           | 2           |
| 3    | Cynthia Coull / Mark Rawsom       | Canada             | 4.2    | 3           | 3           |
| 4    | Katherina Matousek / Lloyd Eisler | Canada             | 6.0    | 5           | 4           |
| 5    | Susan Dungjen / Jason Dungjen     | États-Unis         | 6.6    | 4           | 5           |

### Danse sur glace
| Rang | Nom                                   | Pays                 | Points | Danse originale | Danse libre |
| ---- | ------------------------------------- | -------------------- | ------ | --------------- | ----------- |
| 1    | Karen Barber / Nicky Slater           | Royaume-Uni          | 1.4    | 1               | 1           |
| 2    | Elena Batanova / Alexei Soloviev      | Union soviétique     | 2.8    | 2               | 2           |
| 3    | Kelly Johnson / John Thomas           | Canada               | 4.2    | 3               | 3           |
| 4    | Noriko Sato / Tadayuki Takahashi      | Japon                | 5.6    | 4               | 4           |
| 5    | Renée Roca / Donald Adair             | États-Unis           | 7.0    | 5               | 5           |
| 6    | Antonia Becherer / Ferdinand Becherer | Allemagne de l'Ouest | 8.4    | 6               | 6           |
| 7    | Tomoko Tanaka / Hiroyuki Suzuki       | Japon                | 9.8    | 7               | 7           |
| 8    | Virpi Kunnas / Petri Kokko            | Finlande             | 11.2   | 8               | 8           |

## Source
- 1984 NHK Trophy sur wikipedia anglais